# Герб Алжезура
Ге́рб Алжезу́ра — офіційний символ містечка Алжезур, Португалія. Використовується як територіальний герб. У срібному щиті червона мавританська башта з синіми вікнами і брамою. Вона стоїть на чорній землі, перетятій річкою у вигляді трьох хвилястих смуг — срібної, зеленої і срібної. Обабіч башти розміщені голови світлошкірого християнського короля в короні (праворуч) і темношкірого мавританського еміра в тюрбані (ліворуч). Щит увінчує срібна мурована містечкова корона з чотирма вежами.  Під щитом біла стрічка, на якій великими літерами напис португальською: «vila de Aljezur» (містечко Алжезур).  Офіційно затверджений 17 лютого 1936 року.  

## Галерея

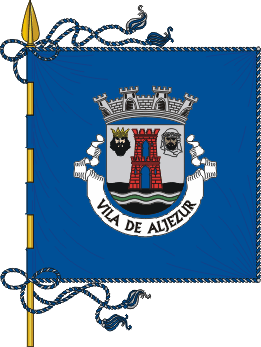
Прапор